# بيرزوسا ديل وزويا
بيرزوسا ديل وزويا (بالإنجليزية: Berzosa del Lozoya)‏ هي بلدية ومدينة في منطقة الحكم الذاتي وتقع في منطقة مدريد في وسط إسبانيا. تبلغ مساحة هذه المدينة 14.3 (كم²)، ويبلغ عدد سكانها 234 نسمة حسب إحصاء سنة 2011 م.